# ロベルト・アローヨ
ロベルト・アローヨ・グレゴリオ（Roberto Arroyo Gregorio、2003年8月25日 - ）は、スペイン・カスティーリャ・イ・レオン州バリャドリッド出身のサッカー選手。レアル・バリャドリード・プロメサス所属。ポジションはFW。

## クラブ経歴
カスティーリャ・イ・レオン州のバリャドリッドに生まれ、CDビジャ・デ・シマンカスとレアル・バリャドリードのカンテラで育成された。2021-22シーズンから当時プリメーラ・ディビシオンRFEFに所属していたバリャドリードのBチームで出場機会を掴み始め、2022年8月28日、プリメーラ・ディビシオンのFCバルセロナ戦にて、76分にアヌアル・トゥハミとの途中交代でトップチームデビューを飾った。